# Ligne de Viviez à Decazeville
La ligne de Viviez à Decazeville est une ligne de chemin de fer aujourd'hui disparue, construite à voie unique et à l'écartement normal, située dans le département de l'Aveyron. Elle relie les gares de Viviez et de Decazeville. Elle constitue un embranchement de la ligne de Capdenac à Rodez. Longue de 4830 m, elle est la ligne n°743 000 du réseau national.

## Histoire
La ligne de Viviez à Decazeville, est concédée par décret impérial le 21 avril 1853 à Messieurs le comte Charles de Morny, le comte Henri de Pourtalès-Gorgier, Pierre Calvet-Rognat, le marquis de Latour-Maubourg et les anglais John Masterman (banquier à Londres, Matthiew Uzielli, Samuel Laing et James Hutchinson. La concession est cédée à la Compagnie du chemin de fer Grand-Central de France. En 1857, la concession échue à la compagnie du chemin de fer de Paris à Orléans (P.O).
Cet embranchement, long de 5 km est mis en service le 30 août 1858,. Ayant pour origine la gare de Viviez, son but est d'assurer une liaison avec le bassin minier de Decazeville et le chemin de fer minier.
Par un décret du 24 décembre 1909, la commune de Decazeville est autorisée à contracter un emprunt de 8 300 francs pour transformer l'arrêt de Fontvergne en halte.
Le 1er janvier 1938, elle est exploitée par la Société nationale des chemins de fer français (SNCF). À partir de 1954, la navette Viviez - Decazeville-Fontvergne est assurée par autorail X 5600 (dit FNC), qui remplace la traction vapeur pour le service des voyageurs.
Le service voyageurs est coordonné le 3 août 1973, ce qui signifie que les autorails sont remplacés par des cars routiers affrétés par la SNCF. Le service des marchandises (charbon et produits métallurgiques) se poursuit jusqu'en octobre 1989, date de la fin de l'exploitation des mines de charbon et de l'activité sidérurgique de Decazeville. La ligne est rapidement déposée et sont déclassement intervient le 22 août 1990, entre les pk 258,670 et 263,500,. La plateforme est utilisée par une route départementale.

## Infrastructure
Cette courte ligne d'environ 5 km disposait de deux gares : la gare de bifurcation de Viviez et la gare terminus de Decazeville.